# Oberbodnitz

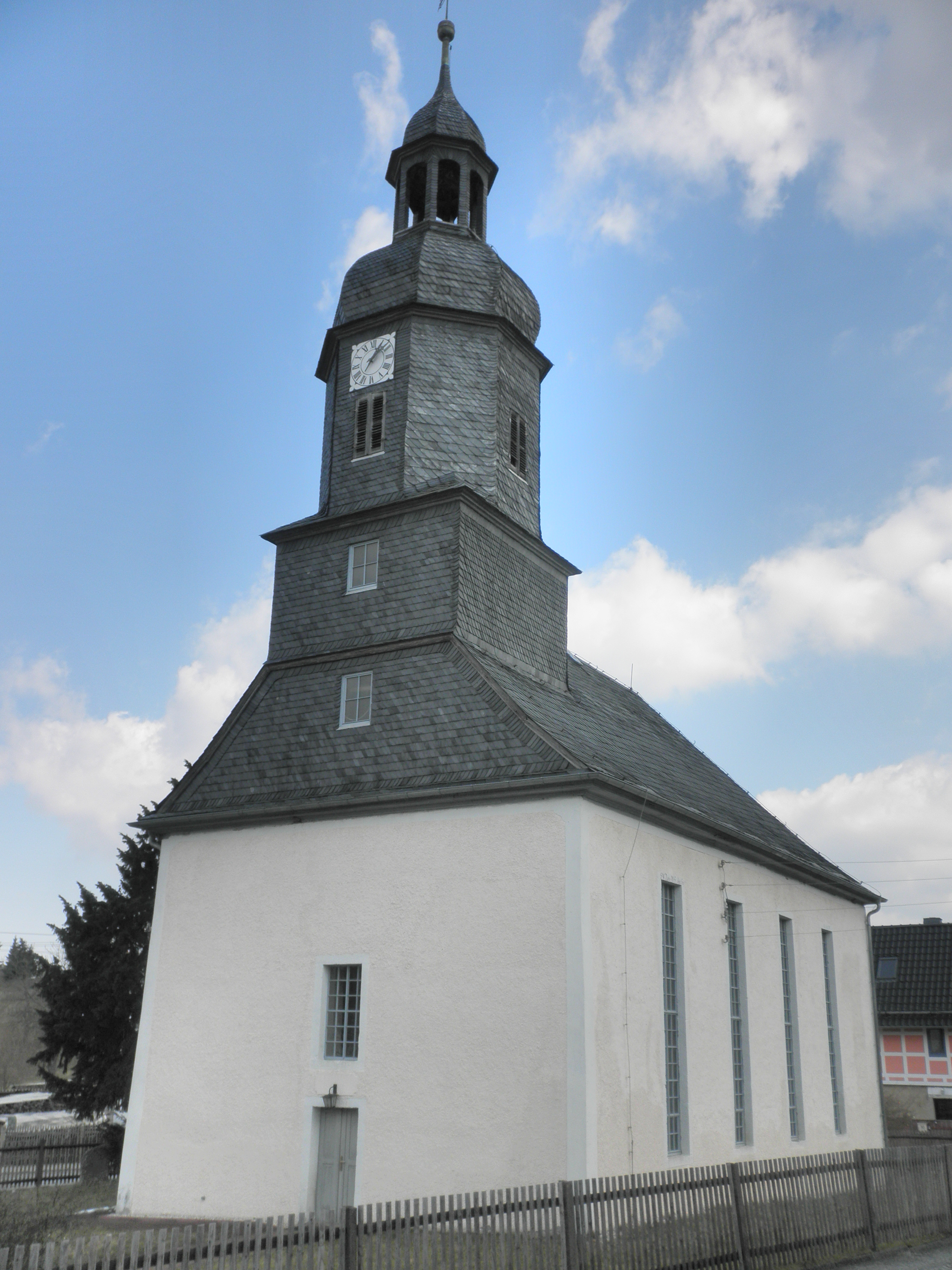
Kirche in Oberbodnitz

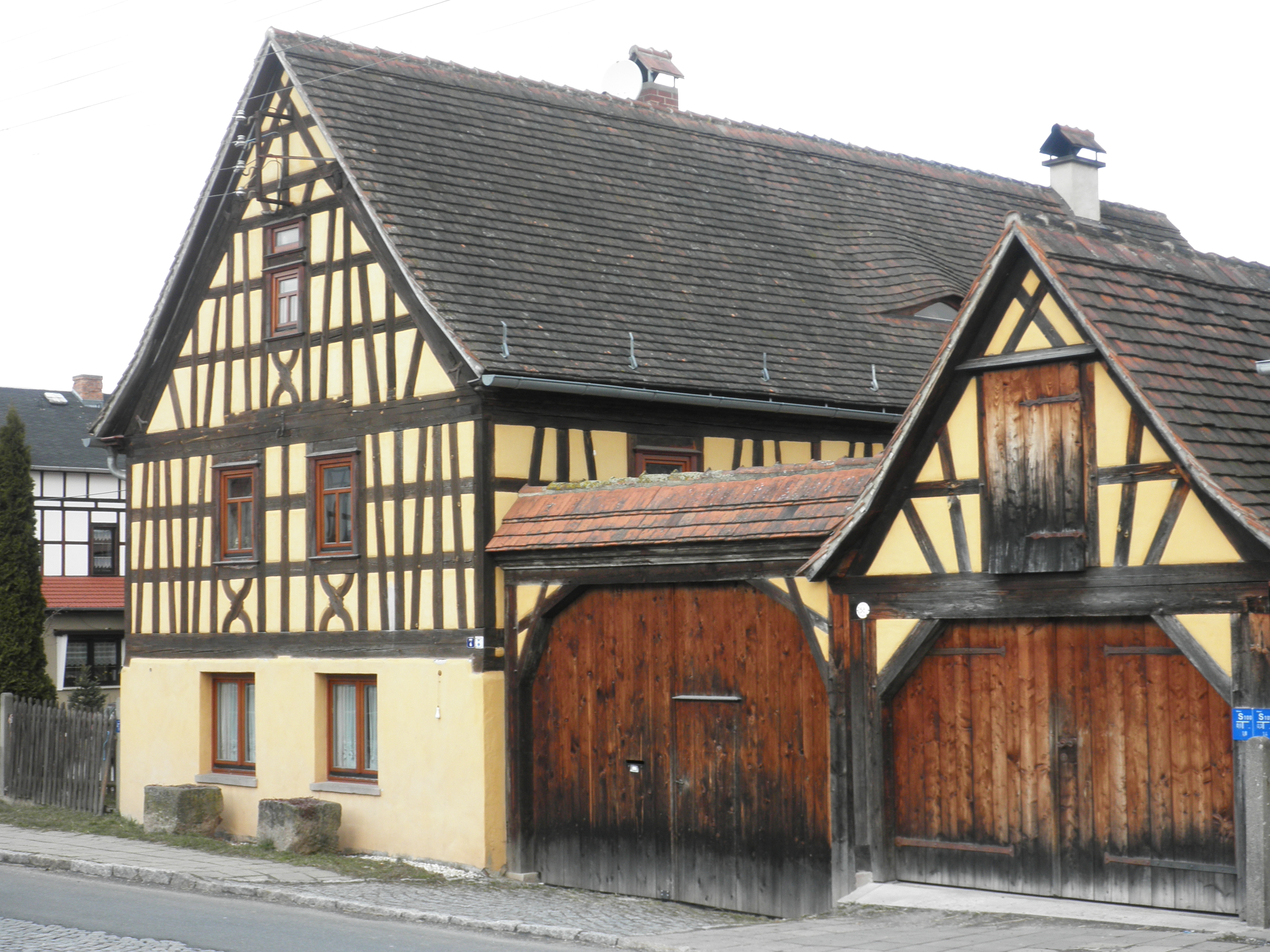
Fachwerkhof in Oberbodnitz

Oberbodnitz ist eine Gemeinde im Süden des thüringischen Saale-Holzland-Kreises und Teil der Verwaltungsgemeinschaft Hügelland/Täler.

## Geografie
Oberbodnitz liegt fünf Kilometer östlich von Kahla, eingebettet in ein Tal, das von der Straße zur Leuchtenburg durchquert wird. Der zu Oberbodnitz gehörende Ortsteil Seitenbrück befindet sich südwestlich des Hauptortes in einer flachen Quellmulde des Rietschenbaches.

## Geschichte
Der Ortsname lässt sich bis auf das Jahr 873 zurückverfolgen, als er in der Bedeutung von „Wächterdorf“ als „Butenicz“ erstmals erschien. In diesem Ort waren ab frühestens 1271 Geistliche aus der katholischen Zeit ansässig. Seitenbrück, der heutige Ortsteil der Gemeinde, tauchte erstmals 1411 in den Urkunden auf, damals „Sidenbrugke“ genannt.
Früher gab es in Oberbodnitz eine Kapelle, die in der Zeit vor der Reformation entstanden sein muss. Bemerkenswert ist ein Heuschreckenschwarm, der am 16. August 1697 großräumig das Gebiet rund um die Leuchtenburg überfiel und große Ernteeinbußen verursachte. Mit einer 1850 eröffneten Ziegelei setzten in Oberbodnitz erste industrielle Aktivitäten ein. 1900 wurde eine lange bestehende Brauerei geschlossen. An die heute übliche Leitungsnetzinfrastruktur schloss man den Ort 1905 (Wasserversorgung) und 1910 (Stromnetz) an.
1921 wurde in Oberbodnitz ein Denkmal für die im Ersten Weltkrieg gefallenen Soldaten aus dem Ort errichtet. 1933/34 erfolgte der Bau der Straße zwischen Ober- und Unterbodnitz. Im April 1945 wurde der Ort von US-Armee besetzt und Anfang Juli an die Rote Armee weitergegeben. Damit wurde Oberbodnitz, wie ganz Thüringen, Teil der sowjetischen Besatzungszone und ab 1949 der DDR.
Die erste LPG löste sich 1953 wieder auf, 1960 mussten unter Zwang auch die letzten Bauern in die LPG „Thomas Müntzer“ eintreten. Seitenbrück wurde am 1. Januar 1974 eingemeindet. Am 3. Oktober 1990 pflanzte die Gemeinde im Kulturhausgarten eine Eiche zum „Tag der Deutschen Einheit“. 1998 wurde die Fassade der Kirche saniert. Im Rahmen der Dorferneuerung von 2006 bis 2010 erfolgten der Umbau des Kulturhauses aus den 1950er Jahren, die Gestaltung des Dorfplatzes und eine Sanierung der Dorfstraße.
→ Siehe Dorfkirche Oberbodnitz

## Sehenswürdigkeiten
Eine Sehenswürdigkeit des Ortes ist die Kirche (Lage→). Es finden sich auch beachtliche Fachwerkbauten, wie beispielsweise das Gemeindehaus.